# Varoš (gmina Svrljig)
Varoš (cyr. Варош) – wieś w Serbii, w okręgu niszawskim, w gminie Svrljig. W 2011 roku liczyła 94 mieszkańców.